# Frontier Airlines
Frontier Airlines er et lavprisflyselskab med hovedsæde i Denver i staten Colorado i USA. Frontier Airlines blev etableret i 1994. Selskabet flyver til 74 destinationer i USA, Costa Rica, Den Dominikanske Republik, Jamaica og Mexico. Selskabet er kendetegnet ved, at der i halen af flyet altid er afbildet en dyreart, og selskabets motto (slogan) er "A Whole Different Animal" ("Et helt andet dyr").
Frontier Airlines flåde omfatter Airbusfly af forskellige størrelser.